# 1610 en santé et médecine
| Années de la santé et de la médecine : 1607 - 1608 - 1609 - 1610 - 1611 - 1612 - 1613    |
| Décennies de la santé et de la médecine : 1580 - 1590 - 1600 - 1610 - 1620 - 1630 - 1640 |

Cet article présente les faits marquants de l'année 1610 en santé et médecine.

## Événements
- Épidémie de diphtérie  à Naples, pendant laquelle Marco Aurelio Severino (1580-1656) pratique et réussit des trachéotomies[1].

## Publications
- Jacques Ferrand (c.1575-ap.1623), Traité de l'essence et guérison de l'amour[2].
- Jean Béguin (c.1550-c.1620), Tyrocinium chymicum (« Éléments de chimie[3] »).
- Gaspard Bauhin (1560-1624), De compositione medicamentorum (« De la composition des médicaments[4] »).
- Hippolytus Guarinonius (en) (1571-1654), Die Grewel der Verwüstung menschlichen Geschletchts (« L'Horreur de la dévastation du genre humain »), « en fait, simples conseils d'hygiène et de médecine populaires[4] ».

## Naissances
- 20 septembre : Georg Markgraf (mort vers 1644), médecin et naturaliste allemand, explorateur notamment du Brésil[5].
- Vers 1610 :
  - Nicaise Le Febvre (mort en 1669), pharmacien français[6].
  - Marie Meurdrac (morte en 1680), chimiste française qui s'est intéressée à la composition des médicaments[7].

## Décès
- 25 août : Jean Pidoux (né en 1550), médecin français, conseiller médecin du roi  Henri IV[8].
- 11 septembre : Jakob Zwinger (né en 1569), médecin et philologue suisse[9].
- Nicolas de Nancel (né en 1539), médecin et humaniste français[10].
- Peter Lowe (en) (né vers 1550), chirurgien écossais[11].